# Міллтаун-Гед-оф-Бей-д'Еспуар
Міллтаун-Гед-оф-Бей-д'Еспуар (англ. Milltown-Head of Bay d'Espoir) — містечко в Канаді, у провінції Ньюфаундленд і Лабрадор.

## Населення
За даними перепису 2016 року, містечко нараховувало 749 осіб, показавши скорочення на 5,1%, порівняно з 2011-м роком. Середня густина населення становила 29,9 осіб/км².
З офіційних мов обидвома одночасно володіли 5 жителів, тільки англійською — 745.
Працездатне населення становило 42,2% усього населення, рівень безробіття — 15,8% (20,6% серед чоловіків та 8,7% серед жінок). 96,5% осіб були найманими працівниками, а 3,5% — самозайнятими.
Середній дохід на особу становив $39 178 (медіана $24 288), при цьому для чоловіків — $55 755, а для жінок $22 107 (медіани — $40 619 та $17 312 відповідно).
25,2% мешканців мали закінчену шкільну освіту, не мали закінченої шкільної освіти — 37%, 38,5% мали післяшкільну освіту, з яких 19,2% мали диплом бакалавра, або вищий.
| Статево-вікова структура населення | Статево-вікова структура населення | Статево-вікова структура населення | Статево-вікова структура населення | Статево-вікова структура населення |
| ---------------------------------- | ---------------------------------- | ---------------------------------- | ---------------------------------- | ---------------------------------- |
|                                    |                                    |                                    |                                    |                                    |
| Всього                             | Всього                             | 48,7%51,3%                         |                                    |                                    |
| 0 — 14 років                       | 0 — 14 років                       |                                    | 9,4%                               | 9,4%                               |
| 15 — 64 років                      | 15 — 64 років                      |                                    | 60,4%                              | 60,4%                              |
| 65 і більше                        | 65 і більше                        |                                    | 30,2%                              | 30,2%                              |
| 85 і більше                        | 85 і більше                        |                                    | 2%                                 | 2%                                 |
| Середній вік (років)               | Середній вік (років)               | 51,052,1                           | 51,5                               | 51,5                               |
| Медіана (років)                    | Медіана (років)                    | 55,856,9                           | 56,4                               | 56,4                               |
| — чоловіки — жінки                 |                                    |                                    |                                    |                                    |

| Походження мешканців:     | Походження мешканців:     | Походження мешканців: | Походження мешканців: | Походження мешканців: |
| ------------------------- | ------------------------- | --------------------- | --------------------- | --------------------- |
| Походження                |                           |                       | осіб                  | %                     |
| Корінні американці        | Корінні американці        |                       | 90                    | 11.61%                |
| Інше північноамериканське | Інше північноамериканське |                       | 500                   | 64.52%                |
| Європейське               | Європейське               |                       | 420                   | 54.19%                |
| британське                | британське                |                       | 410                   | 52.9%                 |
| французьке                | французьке                |                       | 15                    | 1.94%                 |
| українське                | українське                |                       | 15                    | 1.94%                 |

| Зайнятість населення за галузями (за класифікацією NOC): | Зайнятість населення за галузями (за класифікацією NOC): | Зайнятість населення за галузями (за класифікацією NOC): | Зайнятість населення за галузями (за класифікацією NOC): | Зайнятість населення за галузями (за класифікацією NOC): |
| -------------------------------------------------------- | -------------------------------------------------------- | -------------------------------------------------------- | -------------------------------------------------------- | -------------------------------------------------------- |
|                                                          |                                                          |                                                          |                                                          |                                                          |
| Управління                                               | Управління                                               |                                                          | 7%                                                       | 7%                                                       |
| Бізнес, фінанси та адміністрування                       | Бізнес, фінанси та адміністрування                       |                                                          | 3,5%                                                     | 3,5%                                                     |
| Природничі та прикладні науки                            | Природничі та прикладні науки                            |                                                          | 10,5%                                                    | 10,5%                                                    |
| Охорона здоров'я                                         | Охорона здоров'я                                         |                                                          | 3,5%                                                     | 3,5%                                                     |
| Освіта, правозахист, муніципальні та урядові служби      | Освіта, правозахист, муніципальні та урядові служби      |                                                          | 10,5%                                                    | 10,5%                                                    |
| Роздрібна торгівля та послуги                            | Роздрібна торгівля та послуги                            |                                                          | 21,1%                                                    | 21,1%                                                    |
| Гуртова торгівля, транспорт та обладнання                | Гуртова торгівля, транспорт та обладнання                |                                                          | 29,8%                                                    | 29,8%                                                    |
| Природні ресурси, сільське господарство                  | Природні ресурси, сільське господарство                  |                                                          | 3,5%                                                     | 3,5%                                                     |
| Виробництво                                              | Виробництво                                              |                                                          | 7%                                                       | 7%                                                       |

## Клімат
Середня річна температура становить 4,3°C, середня максимальна – 19,5°C, а середня мінімальна – -11,9°C. Середня річна кількість опадів – 1 680 мм.
| Клімат поселення                              | Клімат поселення | Клімат поселення | Клімат поселення | Клімат поселення | Клімат поселення | Клімат поселення | Клімат поселення | Клімат поселення | Клімат поселення | Клімат поселення | Клімат поселення | Клімат поселення | Клімат поселення |
| Показник                                      | Січ.             | Лют.             | Бер.             | Квіт.            | Трав.            | Черв.            | Лип.             | Серп.            | Вер.             | Жовт.            | Лист.            | Груд.            |                  |
| Середній максимум, °C                         | −1,56            | −1,73            | 2,04             | 6,90             | 11,70            | 16,06            | 19,21            | 19,54            | 15,42            | 10,41            | 5,64             | 0,44             |                  |
| Середня температура, °C                       | −6,66            | −6,82            | −3,06            | 1,79             | 6,60             | 10,98            | 15,63            | 15,98            | 11,85            | 6,83             | 2,06             | −3,14            |                  |
| Середній мінімум, °C                          | −11,74           | −11,92           | −8,15            | −3,28            | 1,51             | 5,86             | 12,05            | 12,39            | 8,28             | 3,25             | −1,52            | −6,72            |                  |
| Норма опадів, мм                              | 166              | 145              | 141              | 121              | 110              | 126              | 122              | 119              | 147              | 157              | 163              | 163              |                  |
| Середньомісячна швидкість вітру, м/с          | 8.25             | 7.66             | 7.25             | 6.42             | 5.46             | 4.94             | 4.70             | 4.86             | 5.58             | 6.42             | 7.33             | 7.99             |                  |
| Середньомісячна сонячна радіація, кДж/м²·день | 3924             | 6895             | 10955            | 14322            | 17525            | 19044            | 18617            | 15896            | 11992            | 7248             | 4086             | 2996             |                  |
| --------------------------------------------- | ---------------- | ---------------- | ---------------- | ---------------- | ---------------- | ---------------- | ---------------- | ---------------- | ---------------- | ---------------- | ---------------- | ---------------- | ---------------- |
| Джерело:                                      |                  |                  |                  |                  |                  |                  |                  |                  |                  |                  |                  |                  |                  |